# Zorhan Bassong
Zorhan Ludovic Bassong (ur. 7 maja 1999 w Toronto) – kanadyjski piłkarz pochodzenia kameruńskiego i belgijskiego, występujący na pozycji lewego obrońcy, reprezentant Kanady, od 2024 roku zawodnik amerykańskiego Sportingu Kansas City.
Jego ojciec pochodzi z Kamerunu, zaś matka z Belgii.